# Pig (film, 2021)
Pour les articles homonymes, voir Pig.
 (mars 2020).
Si vous disposez d'ouvrages ou d'articles de référence ou si vous connaissez des sites web de qualité traitant du thème abordé ici, merci de compléter l'article en donnant les références utiles à sa vérifiabilité et en les liant à la section « Notes et références ».
Pour plus de détails, voir Fiche technique et Distribution.
Pig ou Cochon au Québec est un drame américain écrit et réalisé par Michael Sarnoski et sorti en 2021. Il s'agit de son premier long métrage comme réalisateur.
Le film met en scène Nicolas Cage dans le rôle d'un chasseur de truffes qui vit seul en Oregon, dont le cochon truffier est enlevé.

## Synopsis
Ancien chef à Portland, Robin "Rob" Feld vit aujourd'hui seul en ermite dans une forêt de l'Oregon. Il y exerce le métier de chasseur de truffes. Lorsque son cochon truffier est enlevé, il doit retourner à Portland. Il devra alors se confronter à son passé.

## Fiche technique
- Titre original et français : Pig
- Titre québécois : Cochon
- Réalisation et scénario : Michael Sarnoski
- Musique : Alexis Grapsas et Philip Klein
- Décors : Tyler B. Robinson
- Costumes : Jayme Hansen
- Photographie : Patrick Scola
- Montage : Brett W. Bachman
- Production : Thomas Benski, Vanessa Block, Nicolas Cage, David Carrico, Kyle Eaton, Ben Giladi, Adam Paulsen, Dori A. Rath, Joseph Restaino, Steve Tisch et Dimitra Tsingou
  - Production déléguée : Bobby Hoppey
- Sociétés de production : AI-Film, Endeavor Content, Pulse Films, BlockBox Entertainment, Valparaiso Pictures et Saturn Films
- Sociétés de distribution : Neon (États-Unis), Elevation Pictures (Canada), Metropolitan FilmExport (France)
- Pays de production :  États-Unis
- Langue originale : anglais
- Format : couleur — 2,35:1
- Genre : drame
- Durée : 92 minutes
- Dates de sortie :
  - États-Unis, Canada : 16 juillet 2021
  - France : 5 septembre 2021 (festival du cinéma américain de Deauville - compétition officielle) ; 27 octobre 2021 (sortie nationale)

## Distribution
- Nicolas Cage (VF : Dominique Collignon-Maurin ; VQ : Benoît Rousseau) : Robin « Rob » Feld
- Alex Wolff (VFB : Maxime Donnay ; VQ : Guillaume Champoux) : Amir
- Adam Arkin (VFB : Franck Dacquin ; VQ : Jean-François Blanchard) : Darius
- October Moore : Helen
- Dalene Young : Jezebel
- Gretchen Corbett (VFB : Francine Laffineuse) : Mac
- Darius Pierce (VFB : Daniel Nicodème) : Edgar
- David Knell (VFB : Simon Duprez ; VQ : François Godin) : Chef Finway
- Davis King : Knell
- Kevin Michael Moore : Dennis

- Version française[réf. nécessaire]
  - Studio de doublage : Dubbing Brothers 
  - Direction artistique : Ioanna Gkizas
  - Adaptation : Juliette De La Cruz

- Version québécoise
  - Studio de doublage : Cinélume
  - Direction artistique : Manuel Tadros
  - Adaptation : ?

 Source et légende : version québécoise (VQ) sur Doublage.qc.ca

## Production

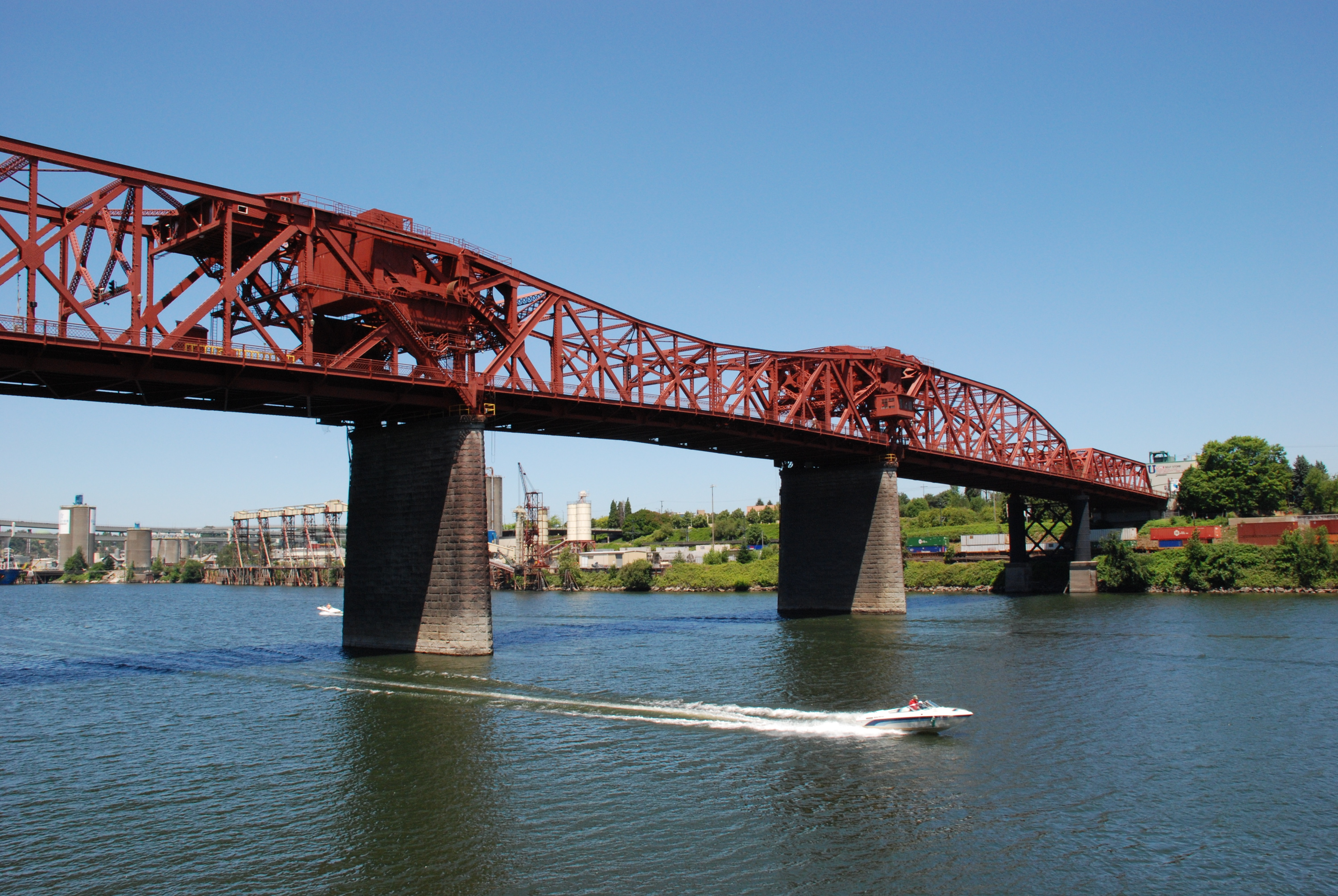
Le tournage a lieu à Portland, notamment sur le Broadway Bridge.

Le tournage a lieu à Portland, dans l'Oregon.

## Accueil
Le film reçoit des critiques globalement très positives. Sur l'agrégateur américain Rotten Tomatoes, il récolte 97% d'opinions favorables pour 214 critiques et une note moyenne de 8,2⁄10. Le consensus du site est le suivant : « Comme l'animal lui-même, Pig défie la foutaise des attentes avec une belle odyssée de perte et d'amour ancrée par la performance crue et touchante de Nicolas Cage ». Sur Metacritic, il obtient une note moyenne de 82⁄100 pour 39 critiques. En France, l'accueil critique est également favorable : Allociné recense une moyenne de 3,7⁄5 chez les 26 critiques de presse répertoriées par le site. Le blog Il a osé ! souligne les qualités d'un « drame intimiste déguisé en parodie de film noir » et vante la prestation remarquable de Nicolas Cage.

## Distinctions

### Sélection
- Festival du cinéma américain de Deauville 2021 : en compétition